# Hum (Brda)
Hum é uma vila localizada no município de Brda na Eslovênia. Possuía uma população estimada de 317 habitantes em 2020.